# Montigny (Meurthe-et-Moselle)
Pour les articles homonymes, voir Montigny.
Montigny est une commune française située dans le département de Meurthe-et-Moselle, en région Grand Est.

## Géographie

### Localisation
Petit village de 157 habitants dans le canton de Baccarat, Montigny se trouve sur la route de Baccarat à Blâmont et de celle qui relie Lunéville à Badonviller.
La commune est située à 10 km de Baccarat, à 28 km de Lunéville et à 59 km au sud-est de Nancy.
| Mignéville |          | Ancerviller |
| Reherrey   | Montigny | Sainte-Pôle |
| Merviller  |          | Vacqueville |

### Relief et géologie
Le sol est formé en partie de calcaire, en partie d'argile avec des dépôts d'argile sableux. Le lit de la rivière est encaissé et entouré de coteaux.

### Voies de communication et transports
Montigny est au croisement de la route D 935 (Baccarat - Domèvre-sur-Vezouze) et de la route D 992 (Ogéviller - Badonviller).
La gare la plus proche de la commune est celle de Baccarat.

### Hydrographie
La commune est dans le bassin versant du Rhin au sein du bassin Rhin-Meuse. Elle est drainée par la Blette et le ruisseau Gue de Gouvey,.
La Blette, d'une longueur de 23 km, prend sa source dans la commune de Badonviller et se jette  dans la Vezouze à Herbéviller, après avoir traversé six communes. 

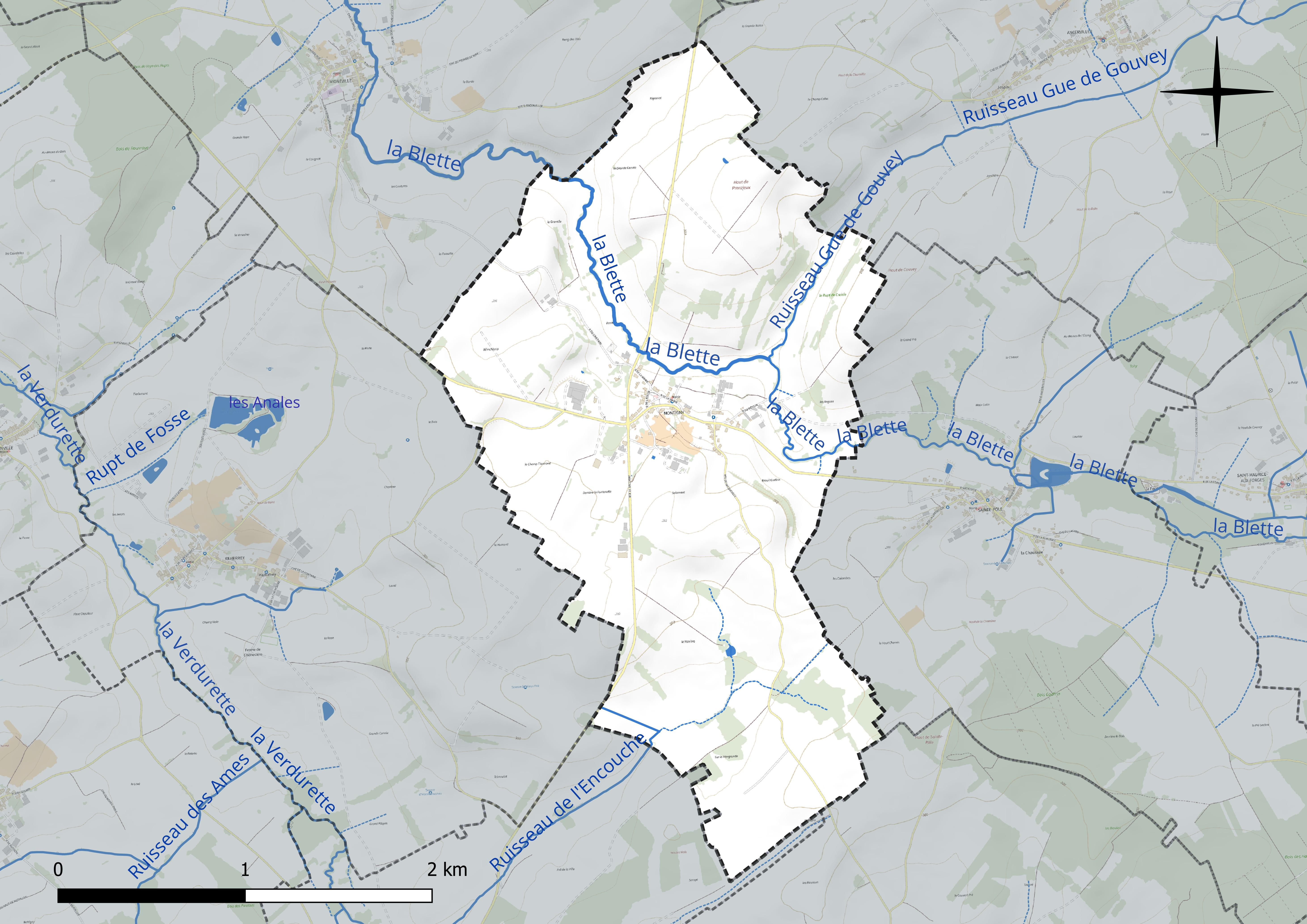
Réseau hydrographique de Montigny.

### Climat
Pour des articles plus généraux, voir Climat du Grand Est et Climat de Meurthe-et-Moselle.
En 2010, le climat de la commune est de type climat des marges montargnardes, selon une étude du Centre national de la recherche scientifique s'appuyant sur une série de données couvrant la période 1971-2000. En 2020, Météo-France publie une typologie des climats de la France métropolitaine dans laquelle la commune est exposée à un climat semi-continental et est dans la région climatique  Vosges, caractérisée par une pluviométrie très élevée (1 500 à 2 000 mm/an) en toutes saisons et un hiver rude (moins de 1 °C). 
Pour la période 1971-2000, la température annuelle moyenne est de 9,5 °C, avec une amplitude thermique annuelle de 16,4 °C. Le cumul annuel moyen de précipitations est de 1 021 mm, avec 12,5 jours de précipitations en janvier et 10 jours en juillet. Pour la période 1991-2020, la température moyenne annuelle observée sur la station météorologique de Météo-France la plus proche, « St Maurice », sur la commune de Saint-Maurice-aux-Forges à 4 km à vol d'oiseau, est de 10,5 °C et le cumul annuel moyen de précipitations est de 837,4 mm. 
La température maximale relevée sur cette station est de 39,2 °C, atteinte le 25 juillet 2019 ; la température minimale est de −19,9 °C, atteinte le 1er mars 2005,,. 
Les paramètres climatiques de la commune ont été estimés pour le milieu du siècle (2041-2070) selon différents scénarios d'émission de gaz à effet de serre à partir des nouvelles projections climatiques de référence DRIAS-2020. Ils sont consultables sur un site dédié publié par Météo-France en novembre 2022.

## Urbanisme

### Typologie
Au 1er janvier 2024, Montigny est catégorisée commune rurale à habitat dispersé, selon la nouvelle grille communale de densité à sept niveaux définie par l'Insee en 2022.
Elle est située hors unité urbaine et hors attraction des villes,.

### Occupation des sols
L'occupation des sols de la commune, telle qu'elle ressort de la base de données européenne d’occupation biophysique des sols Corine Land Cover (CLC), est marquée par l'importance des territoires agricoles (94,6 % en 2018), en diminution par rapport à 1990 (95,9 %). La répartition détaillée en 2018 est la suivante : 
terres arables (69,9 %), prairies (18,5 %), zones agricoles hétérogènes (6,1 %), zones urbanisées (5,4 %). L'évolution de l’occupation des sols de la commune et de ses infrastructures peut être observée sur les différentes représentations cartographiques du territoire : la carte de Cassini (XVIIIe siècle), la carte d'état-major (1820-1866) et les cartes ou photos aériennes de l'IGN pour la période actuelle (1950 à aujourd'hui).

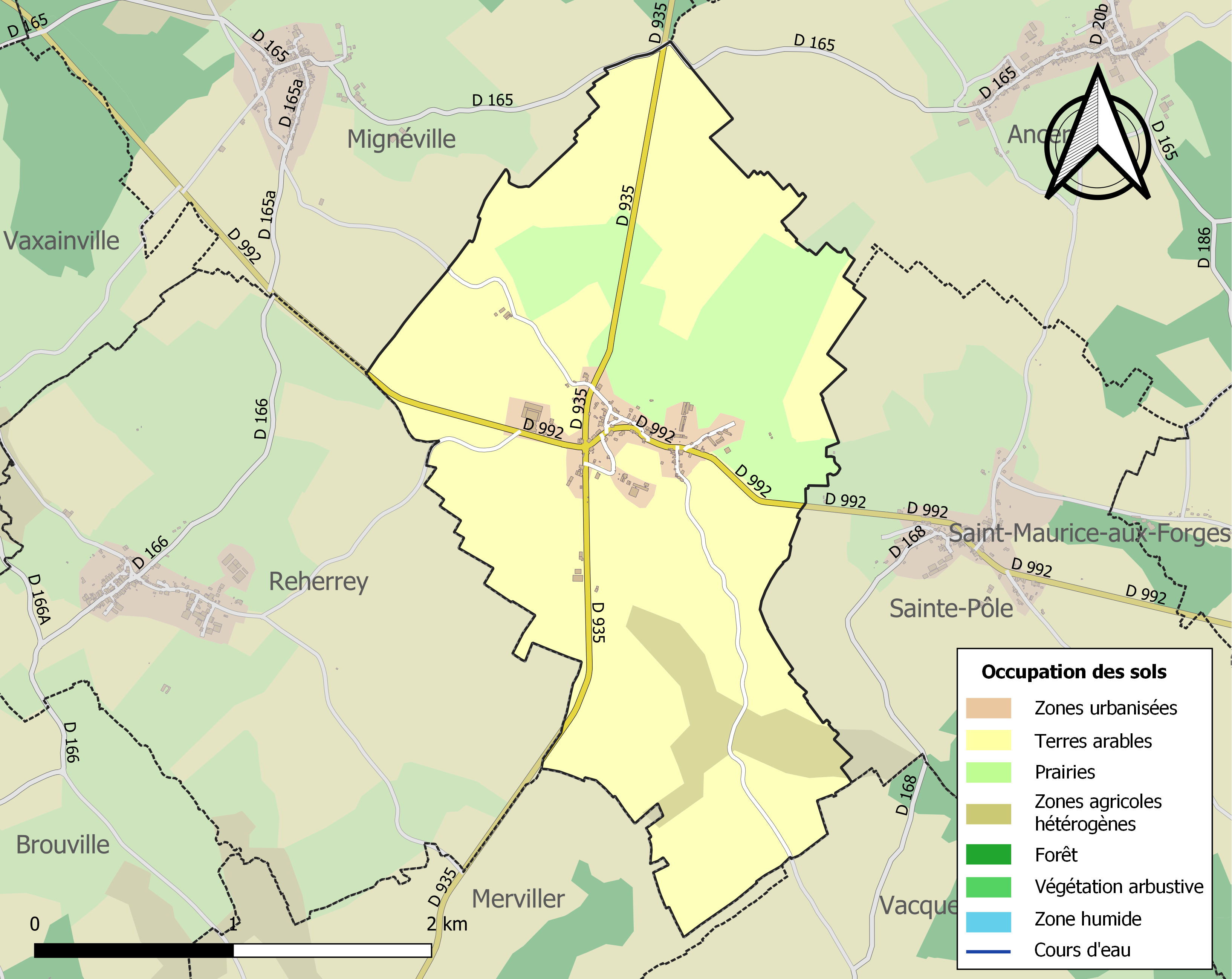
Carte des infrastructures et de l'occupation des sols de la commune en 2018 (CLC).

## Toponymie
Montiniaco en 1152 ; Monteini en 1175 ; Monteigneiz ou Monteigney en 1332 ; Montigney en 1363 ; Montengney en 1422 ; Monthegney en 1505 ; Montegney en 1516 ; Monthegny en 1538 ; le fief de Montigny relevait du comté de Blâmont.
Montigny, Albert Dauzat et à sa suite Ernest Nègre assignent une même origine à tous les Montigny, qui viendraient d'une même forme dont l'étymon est généralement donné sous la forme latinisée *Montaniacum, c'est un type toponymique répandu dont la signification exacte ne fait pas l'unanimité.

## Histoire
Une voie romaine de Langres à Metz, utilisable jusqu'au XVIIe siècle longeait la vallée de la Blette. Elle a complètement disparu mais laisse des traces à Montigny où il fut trouvé un trésor de 350 pièces d'argent à l'effigie romaine.
Jean de Bayon rapporte, qu'en 1076, un homme de Montigny nommé Trietzilin fait don au monastère de Moyenmoutier de tout son alleu avec le moulin, ses terres cultes et incultes et ce qu'il possède en ce lieu. Le 14 janvier 1413, Henri seigneur de Blâmont autorise à Henri de Barbas, écuyer, de faire un étang entre Montigny et Montreux.
En janvier 1422, Perrin Bessange de Montigny déclare tenir en fief de Thibaut, seigneur de Blâmont, en autre la maison (le château) de Montigny. En 1477, Philippe Croppe, de Sarrebourg, fait foi et hommage à Ferry de Blâmont pour Saint-Maurice et Montigny.
En 1725, le moulin est commun entre évêque de Metz et les chanoines de la collégiale de Deneuvre et la collation de la cure de Montigny appartient au grand prévôt du chapitre de Saint-Dié par cession des religieux de Moyenmoutier. En 1768, la paroisse compte 72 feux et 251 communiants.
En 1802, Montigny est annexe de Mignéville.
La gare de Montigny de la ligne de Lunéville à Blâmont et à Badonviller est inaugurée le 13 août 1911 sous des tirs d'artillerie. La station de Montigny, devenue habitation au XXIe siècle, est située à proximité du centre du village. Le trafic de la ligne fonctionnera jusqu'en 1942.
Montigny est assez sérieusement atteint par les bombardements en 1914. Le 9 avril 1921, le ministre de la Guerre cite à l'ordre de l'armée la commune qui a vaillamment supporté, en 1914, les souffrances de l'occupation allemande, après avoir vu l'ennemi incendier nombre de ses maisons et fusiller plusieurs de leurs habitants. Ont conservé un courage stoïque au cours des nombreux bombardements qui se succédèrent jusqu'à l'armistice, prouvant ainsi, par la belle énergie de leurs habitants, leur croyance inaltérable dans la victoire finale.

## Politique et administration
| Période                                  | Période      | Identité             | Étiquette | Qualité           |
| ---------------------------------------- | ------------ | -------------------- | --------- | ----------------- |
| Les données manquantes sont à compléter. |              |                      |           |                   |
| mars 2001                                | En cours     | Jean-Michel Chrétien |           |                   |
| mars 2014                                | juillet 2020 | Jean-Michel Chretien |           | Retraité agricole |
| juillet 2020                             | En cours     | Yolande Boulenger,   |           | Ancienne employée |

## Démographie
L'évolution du nombre d'habitants est connue à travers les recensements de la population effectués dans la commune depuis 1793. Pour les communes de moins de 10 000 habitants, une enquête de recensement portant sur toute la population est réalisée tous les cinq ans, les populations de référence des années intermédiaires étant quant à elles estimées par interpolation ou extrapolation. Pour la commune, le premier recensement exhaustif entrant dans le cadre du nouveau dispositif a été réalisé en 2007.

En 2022, la commune comptait 151 habitants, en évolution de +1,34 % par rapport à 2016 (Meurthe-et-Moselle : −0,13 %, France hors Mayotte : +2,11 %).
| 1793 | 1800 | 1806 | 1821 | 1831 | 1836 | 1841 | 1846 | 1851 |
| ---- | ---- | ---- | ---- | ---- | ---- | ---- | ---- | ---- |
| 167  | 180  | 213  | 214  | 240  | 258  | 263  | 279  | 297  |

| 1856 | 1861 | 1872 | 1876 | 1881 | 1886 | 1891 | 1896 | 1901 |
| ---- | ---- | ---- | ---- | ---- | ---- | ---- | ---- | ---- |
| 293  | 305  | 301  | 305  | 294  | 291  | 284  | 271  | 284  |

| 1906 | 1911 | 1921 | 1926 | 1931 | 1936 | 1946 | 1954 | 1962 |
| ---- | ---- | ---- | ---- | ---- | ---- | ---- | ---- | ---- |
| 278  | 246  | 191  | 197  | 169  | 182  | 179  | 167  | 163  |

| 1968 | 1975 | 1982 | 1990 | 1999 | 2006 | 2007 | 2012 | 2017 |
| ---- | ---- | ---- | ---- | ---- | ---- | ---- | ---- | ---- |
| 159  | 131  | 137  | 136  | 131  | 133  | 133  | 139  | 155  |

| 2022 | - | - | - | - | - | - | - | - |
| ---- | - | - | - | - | - | - | - | - |
| 151  | - | - | - | - | - | - | - | - |

## Économie
Autrefois l'activité principale de Montigny était l'agriculture. Il reste aujourd'hui encore plusieurs exploitations agricoles.
En 1888, en plus de la production de blé, d'avoine et d'orge, les prés donnent un fourrage de qualité sur 115 ha et les prairies artificielles du trèfle, luzerne et sainfoin sur 140 ha.
La culture de l'osier et la fabrication de paniers se développent entre 1844 et 1914 et occupent tous les habitants du village, enfants compris.
Au 31 décembre 2019, Montigny compte une demi-douzaine d'établissements, essentiellement dans la culture, l'élevage, la production animale, la construction ou le gros œuvre, l'activité immobilière et divers services.

## Culture locale et patrimoine

### Lieux et monuments

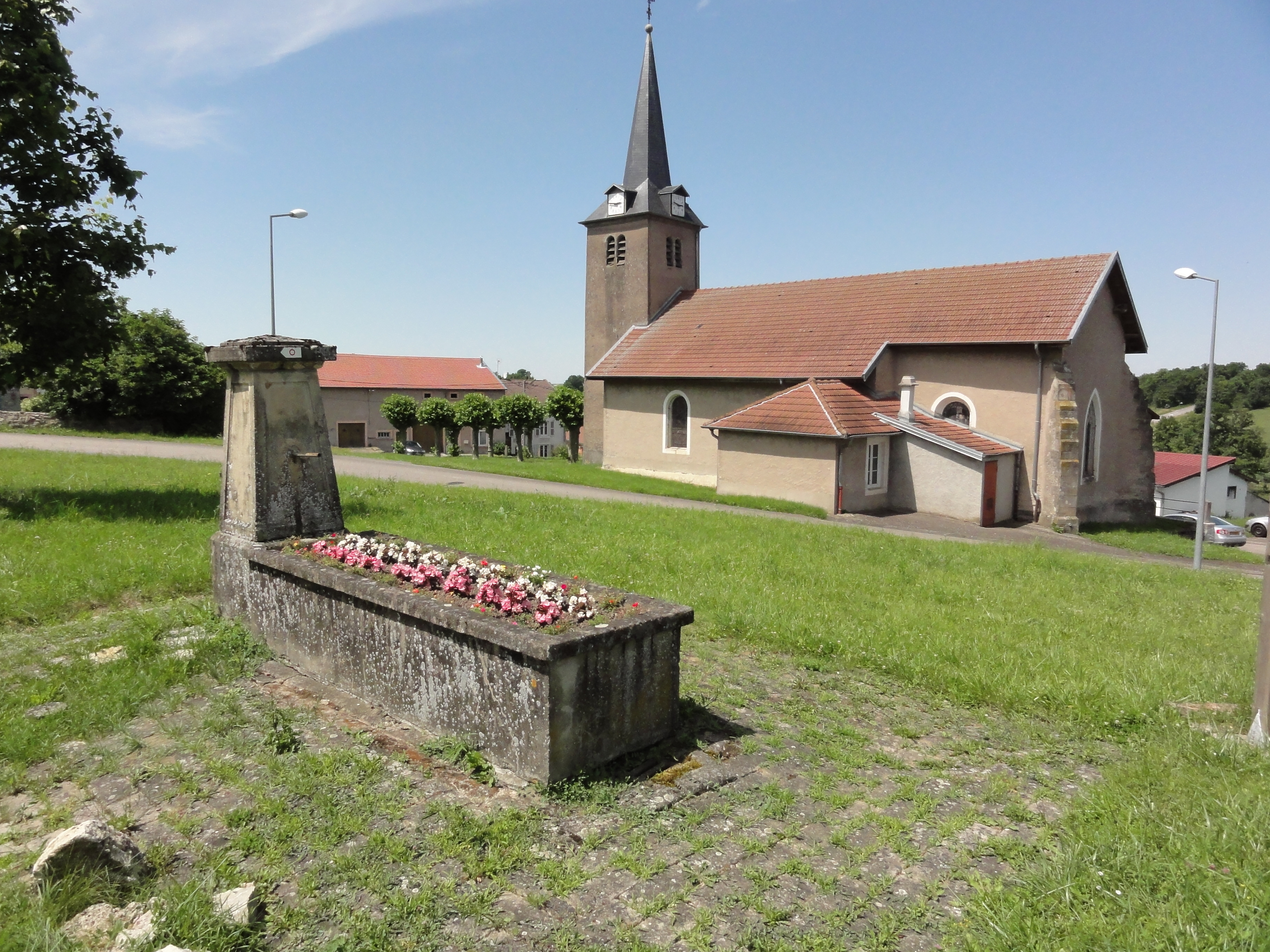
L'église et une fontaine.

#### Édifice religieux
- Église Saint-Martin ; chœur carré gothique tardif à deux formes et oculus[30].

### Héraldique
| Blason de Montigny | Blason  | De gueules à deux saumons adossés d'argent au chef du même chargé d'une croix formée de quatre moitiés d'annelet accolées de gueules, accompagnée de deux tourteaux du même, chargés, celui de dextre, d'une lune en décours d'argent et, celui de senestre, d'un soleil d'or. |
| Blason de Montigny | Détails | Le statut officiel du blason reste à déterminer. |